# Jacob Nils Tersmeden
Jacob Nils Tersmeden, född 30 september 1795 i Fittja församling, Uppsala län, död 15 juni 1867 i Fittja församling, Uppsala län, var en svensk godsägare, diplomat, kammarherre, riksdagsman och politiker (konservativ).

## Biografi
Jacob Nils Tersmeden föddes 1795 på Hässle i Fittja församling. Han var son till ryttmästaren Herman Adolf Tersmeden vid adelsfaneregementet och Christina Ulrika Aurivillia Rosén von Rosenstein. Vidare var han sonson till Jacob Tersmeden den yngre och Lona Lisa Söderhielm. Tersmeden blev 1812 student vid Uppsala universitet och deputerade 1815. Efter att ha blivit filosofie magister 16 juni 1818,, så blev han 9 december 1819 kopist. Han blev 24 oktober 1821 andre sekreterare i kabinettet för utrikes brevväxling och blev i november 1824 legationssekreterare i S:t Petersburg. Tersmeden blev 29 mars 1828 kammarherre och blev 10 november 1832 förste sekreterare i kabinettet för utrikes brevväxling. Han blev 10 maj 1836 härold vid KMO och tog 14 juli 1837 avsked för tjänsten som förste sekreterare i kabinettet för utrikes brevväxling. Den 26 november 1838 utnämndes han till RNO och var från 1859–1863 ledamot av styrelsen för Ultuna lantbruksinstitut. Tersmeden avled 1867 Hässle i Fittja församling.
Tersmeden lämnade den diplomatiska karriären i samband med faderns död 1836 för att i stället förvalta familjegodset Hessle, men inledde i gengäld en desto mer aktiv karriär som framträdande riksdagspolitiker.
Tersmeden hörde till de uttalade motståndarna till representationsreformen 1866.
Tersmeden var ledamot av bland annat konstitutionsutskottet 1844-60 samt hemliga utskottet 1853. 

### Familj
Tersmeden gifte sig första gången 30 juni 1833 på Bråte i Segerstads socken med friherrinnan Agneta Sofia Cederström (1813–1839), dotter av generalmajoren Carl Cederström och grevinnan Augusta Löwenhielm.
Tersmeden gifte sig andra gången 30 juli 1843 i Segerstads kyrka med friherrinnan Augusta Jacquette Cederström (1818–1860), som var den föregåendes syster. De fick tillsammans barnen kammarjunkaren Carl Herman Tersmeden (1844–1917), Jacob Reinhold Tersmeden (1846–1850), Augusta Sofia (Sophie) Tersmeden (1848–1925) som var gift med landshövdingen Filip Boström, författare och rösträttsaktivist Ann Margret (Anna Margareta) Tersmeden (1850–1940) som var gift med professor Frithiof Holmgren, underlöjtnanten Nils Tersmeden (1852–1873) vid Södermanlands regemente och egendomsägaren Fredrik Wilhelm Tersmeden (1854–1904).